# Юхан Партс
Юхан Партс (на естонски: Juhan Parts) е естонски политик, министър-председател на Естония от 10 април 2003 г. до 12 април 2005 г.

## Биография
Юхан Партс е роден на 27 август 1966 г. в Талин, Естония.